# Gossolengo
Gossolengo (Usleing [usˈləːiɡ] o Ursleing in dialetto piacentino) è un comune italiano di 5 711 abitanti della provincia di Piacenza in Emilia-Romagna.

## Geografia fisica
Gossolengo si trova sulla sponda destra del fiume Trebbia, circa 8 km a sud-ovest dal centro di Piacenza, ad un'altitudine di 86 m s.l.m.
Il centro abitato di Gossolengo è attraversato dal 45º parallelo. In particolare, il palazzo del municipio in piazza Roma si trova proprio sul suo percorso.

## Origini del nome
Secondo la tradizione popolare, il nome Gossolengo deriverebbe da "osso lungo", il femore di un grosso mammifero rinvenuto in un fossato. Il reperto sarebbe stato ritenuto appartenente al corpo di un elefante africano, animale raffigurato anche nello stemma comunale, in quanto la zona fu interessata dal passaggio delle truppe di Annibale in occasione della battaglia della Trebbia.

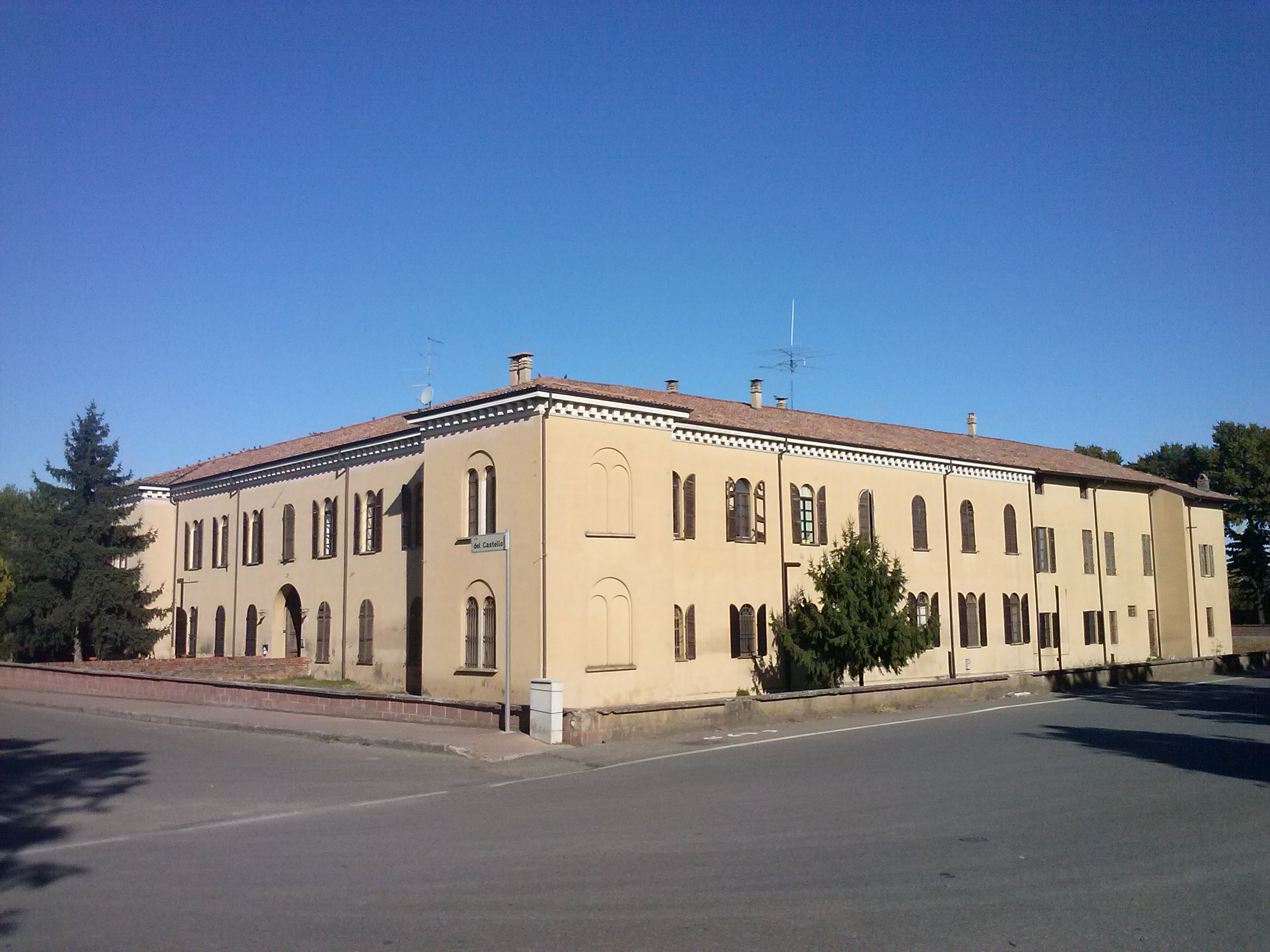
Il castello

Il linguista e glottologo Giovan Battista Pellegrini in Toponomastica italiana evidenzia invece l'origine germanica del toponimo, suggerita dalla presenza del suffisso -engo: o derivante dal nome personale germanico Gauzilo o da un etnonimo riconducibile al popolo dei Goti, di matrice gotica e successivamente longobardizzato. Attraverso Gondolenci nel X-XI secolo e Goselengi nel XIII, poi Gossolengi e infine Gosolengo nel XIV secolo si arriva al toponimo Gossolengo.

## Storia
La zona di Gossolengo, frequentata fin dal Paleolitico, vide il passaggio di molti popoli, fra cui gli Etruschi, come testimoniato dal ritrovamento del fegato etrusco, i Cartaginesi e i Romani.
Nell'ambito della seconda guerra punica, lungo il corso del fiume Trebbia fu combattuta, il 18 dicembre del 218 a.C., la battaglia della Trebbia tra le legioni romane guidate dal console Tiberio Sempronio Longo e le truppe cartaginesi di Annibale conclusasi con la vittoria di questi ultimi.
La zona divenne di proprietà dei monaci benedettini del monastero di San Savino di Piacenza e della cattedrale. Nel XII secolo fu edificato il castello. Nel basso Medioevo la storia di Gossolengo fu strettamente legata a quella di Piacenza: nel 1314 la zona di Gossolengo fu teatro di una battaglia tra il signore di Piacenza Alberto Scoto e i Visconti, desiderosi di espandersi a sud del corso del fiume Po.

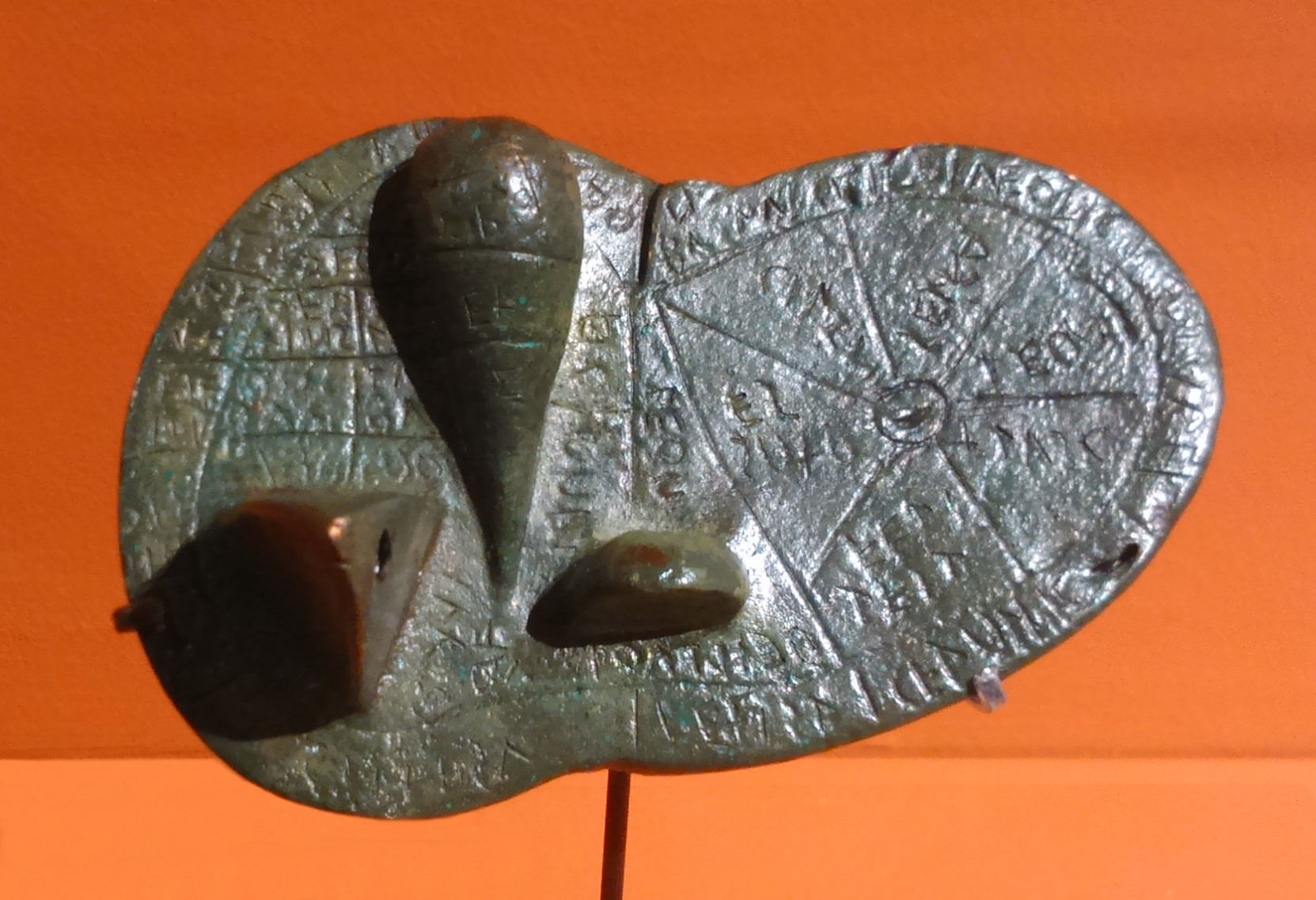
Il fegato etrusco

Nel 1536 vi fu una battaglia tra i Farnese, signori di Parma e Piacenza, e le truppe spagnole, che arrivarono ad espugnare il castello. Nel 1630, nella zona imperversò per cinque mesi la peste, che fece numerose vittime. Tra il 1636 e il 1637 il paese, così come quasi tutto il resto del Piacentino, subì numerosi saccheggi da parte delle truppe francesi e spagnole. Tra la fine del 1746 e l'inizio del 1747 una nuova epidemia di peste si abbatté su Gossolengo, riducendo la popolazione del 25%.
Nel 1796 Gossolengo, insieme alla città di Piacenza, fu occupato dalle truppe napoleoniche che, nel 1799, si scontrarono con le truppe austro-russe in una zona situata tra i comuni di Gossolengo, Rottofreno e Gragnano Trebbiense nella battaglia della Trebbia, vinta dagli austro-russi comandati dal generale Suvorov. Dopo la vittoria, questi ultimi dettero alle fiamme Gossolengo insieme ad altri villaggi della zona.
Nel 1877, in località Ciavernasco di Settima, durante le operazioni di aratura di un campo, un contadino rinvenne un fegato bronzeo di epoca etrusco, piccolo oggetto usato dagli Etruschi per la divinazione che è conservato nei musei civici di Piacenza presso palazzo Farnese.
Nell'estate del 1918 le zone militari recintate poste lungo il corso del fiume Trebbia, che già a partire dal dicembre 1917 avevano ospitato un campo che raccoglieva soldati italiani considerati disertori provenienti dalla zona del fronte, ospitarono un campo di concentramento dedicato a prigionieri di guerra austriaci, tedeschi e ungheresi che arrivò a contenere al suo interno più di 2 000 soldati, sfruttati per lo svolgimento di lavori di pubblica utilità. Al termine del conflitto lo stesso campo venne riadattato per accogliere i soldati italiani reduci dal fronte e dalla prigionia, arrivando a ospitare nel giro di qualche giorno fino a 60 000 persone che vi rimasero fino al periodi natalizio, quando furono autorizzate a fare ritorno alle proprie località di origine.
Negli anni tra la fine del XX e l'inizio del XXI secolo il paese ha vissuto un notevole sviluppo edilizio e demografico, avvicinandosi notevolmente alla città.

## Monumenti e luoghi d'interesse

### Architetture religiose
Chiesa di San QuintinoChiesa parrocchiale ricostruita nel XIX secolo sulla base di una precedente cappella cinquecentesca e poi ampliata all'inizio del Novecento con l'innalzamento della navata maggiore e l'allungamento dell'aula. L'interno si suddivide in tre navate separate tra loro da pilastri che formano archi a tutto sesto. La facciata, a salienti, presenta nella sua porzione centrale una doppia coppia di lesene tuscaniche sopra alle quali si trova una trabeazione riportante la scritta "DIVO QUINTINO MARTIRI DICATUM".

### Architetture militari
Castello di BardinezzaCitato in un documento risalente al 1335 fu coinvolto nei combattimenti tra lo stato pontificio e il ducato di Milano. Tra il 1503 e il 1522 divenne di proprietà dei canonici lateranensi di Sant'Agostino, ai quali rimase fino alla loro soppressione avvenuta in età napoleonica. Successivamente passa alle famiglie Calciati e Cella. Il maniero presenta una struttura dalla forma rettangolare con cortile interno e due torri quadrate, poste sul lato settentrionale. L'ingresso era, in origine, caratterizzato da un ponte levatoio a scavalco di un fossato che è stato, in seguito, interrato.
Castello di GossolengoSituato al centro del paese, si tratta di un fortilizio risalente alla fine del XII secolo costruito in laterizio e ciottoli di fiume. Presenta una pianta rettangolare con due cortili interni. Il lato nord, dove era posto l'ingresso originario, vede una torre dove sono visibili i segni lasciati dal ponte levatoio che vi era situato. Adibito ad abitazione, è di proprietà privata.
Castello di SettimaCitato in un'investitura risalente al XV secolo in cui viene concesso alla famiglia Landi da parte di Giovanni Maria Visconti, sorge sui resti di una precedente torre andata distrutta durante alcuni scontri nel XIII secolo. L'edificio, in pessimo stato di conservazione, presenta una struttura a quattro lati con torri poste sugli angoli: due di queste torri, tuttavia sono andate distrutte così come altre parti del complesso quando, nel seicento, venne costruita un'adiacente villa.
Castello di BaselicaSituato anch'esso nelle vicinanze della frazione di Settima, prende il nome dalla possibile presenza di una basilica rurale nel punto in cui venne edificato. Venne costruito ad opera di Nicolino Tedeschi che aveva ottenuto nel 1400 la concessione da parte di Gian Galeazzo Visconti. Originariamente più basso, l'edificio di pianta rettangolare venne rialzato con lavori svolti in più fasi limitrofe in termini temporali, riconoscibili dai segni lasciati dalle varie merlature. Fu, infine sottoposto a un tentativo di trasformazione in dimora signorile che rimase limitato all'ala sud, caratterizzata dalla presenza di finestre archiacute.
Castello di CarattaDi incerta epoca di costruzione e inizialmente dipendente dal castello di Rivalta, appartenne ai Malaspina nel 1100 per poi passare ai Landi che lo tennero fino ai primi anni del XVI secolo quando diventò di proprietà dei Rollieri dai quali passò infine ai Casati. Caratterizzato da una struttura rettangolare, è stato trasformato in azienda agricola.
Castello di CiavernascoEdificio risalente al XIV secolo, venne realizzato ad opera della famiglia Tedeschi appartenendo, poi, in seguito, agli Anguissola.
Castello di BancheOriginariamente di proprietà della famiglia Seccamelica, nel 1628 una parte del complesso venne comperata da Marcantonio Crotti, passando poi alla famiglia Aimi e, nel 1637, all'orefice Lorenzo Valla che acquisì anche la rimanente parte di proprietà dei Seccamelica. Nel 1686 venne comperato per 100 scudi d'oro Carlo Valla. Nel 1738 Gaspare Valla cedette la sua porzione del castello al cardinale Giulio Alberoni che due anni più tardi completo l'acquisizione comprando una parte del complesso che era stata venduta dai Crotti a Domenico Zocchi nel 1720. L'edificio è di proprietà dell'Opera Pia Alberoni.
Castello i PilastriCostruito nel 1483 dal conte Daniele Visdomini, che era stato autorizzato dal duca di Milano Gian Galeazzo Maria Sforza, fu venduto nel 1523 alla consorte del conte Ottaviano Landi di Rivalta, rimanendo tra i beni landiani fino al 1617 quando fu ceduto al mercante Domenico Gazzola. Il castello, riadattato per scopi agricolo-rurali si presenta in cattive condizioni di conservazione. Sulla facciata maestra sono ancora presenti alcune tracce del ponte levatoio e di un muro dotato di merlatura.

## Società

### Evoluzione demografica
Abitanti censiti

## Geografia antropica

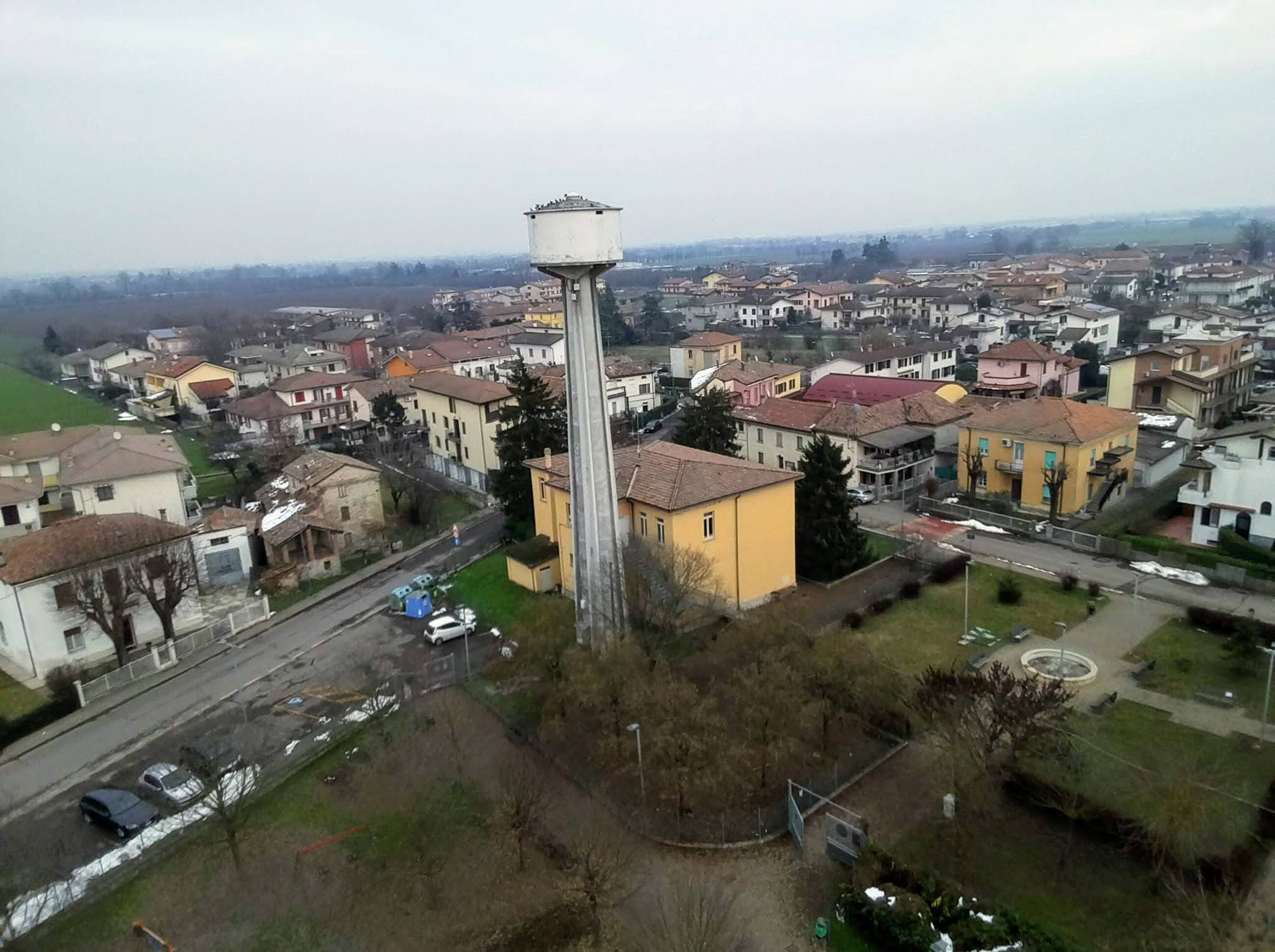
Veduta aerea della frazione di Quarto, condivisa con il comune di Piacenza

### Frazioni
Nel territorio comunale sono riconosciute ufficialmente tre frazioni.
- Caratta (108 m s.l.m., 38 abitanti)
- Quarto (85 m s.l.m., 911 abitanti)
- Settima (97 m s.l.m., 544 abitanti)

### Altre località del territorio
Tra le varie località sparse nel comune si ricordano: Baselica, Ca' Blatta, Ciavernasco, Lanzafame, Mattiola, Ponte Nuovo e Rossia.

## Economia
Grazie alla sua posizione pianeggiante e alla vicinanza con il corso del fiume Trebbia, il territorio gossolenghese è stato storicamente dedicato all'attività agricola, favorita dalle caratteristiche del terreno e dall'ampia disponibilità di acqua per l'irrigazione. Tra le coltivazioni più diffuse si hanno cereali, frutta, barbabietole e foraggi destinati ad allevamenti di suini e bovini da latte. Sono, poi attive industrie nel campo della trasformazione alimentare come salumifici.
Insediamenti industriali di piccole dimensioni si sono sviluppati nel capoluogo, lungo il percorso della strada provinciale 28, e nelle frazioni di Quarto e Settima, lungo il percorso della strada statale 45 di Val Trebbia, nonché in una zona a sud rispetto alla frazione di Quarto.
La vicinanza con la città di Piacenza ha favorito, a partire dagli anni '90 del XX secolo, uno sviluppo edilizio, specialmente nei centri di Gossolengo e Quarto, che ha quasi completamente saturato le possibilità di espansione di questi centri abitati, permettendo, al contempo, un aumento della popolazione comunale di circa il 50%. Allo stesso modo la vicinanza con il capoluogo ha favorito un forte pendolarismo: secondo dati del 2001 i pendolari in uscita da Gossolengo per motivazioni lavorative erano giornalmente 1 143.

## Infrastrutture e trasporti
Nel territorio comunale di Gossolengo, più precisamente presso le frazioni di Quarto e Settima, passa la strada statale 45. Il capoluogo comunale è interessato dal passaggio della strada provinciale 28 di Gossolengo che collega Piacenza a Rivergaro, dove si ricongiunge con la statale 45.
Nel territorio comunale c'è un ponte sul Trebbia, il ponte di Tuna, che prende il nome dall'omonima frazione del comune di Gazzola posta sull'altra sponda del fiume. Questo ponte unisce il comune di Gossolengo con la strada provinciale 40 di Statto, in comune di Gazzola.

## Amministrazione
Di seguito è presentata una tabella relativa alle amministrazioni che si sono succedute in questo comune.
| Periodo        | Periodo        | Primo cittadino    | Partito                                                        | Carica  | Note   |
| -------------- | -------------- | ------------------ | -------------------------------------------------------------- | ------- | ------ |
| 27 giugno 1985 | 1º giugno 1990 | Gianni Arbasi      | Partito Comunista Italiano                                     | Sindaco | [ 32 ] |
| 1º giugno 1990 | 24 aprile 1995 | Gianni Arbasi      | Partito Comunista Italiano, Partito Democratico della Sinistra | Sindaco | [ 32 ] |
| 24 aprile 1995 | 14 giugno 1999 | Gianni Arbasi      | Centro-sinistra                                                | Sindaco | [ 32 ] |
| 14 giugno 1999 | 14 giugno 2004 | Gianni Arbasi      | Lista civica                                                   | Sindaco | [ 32 ] |
| 14 giugno 2004 | 8 giugno 2009  | Maria Bianchi      | Lista civica                                                   | Sindaco | [ 32 ] |
| 8 giugno 2009  | 26 maggio 2014 | Maria Bianchi      | Lista civica                                                   | Sindaco | [ 32 ] |
| 26 maggio 2014 | 27 maggio 2019 | Angelo Ghillani    | Lista civica Insieme per Gossolengo                            | Sindaco | [ 32 ] |
| 27 maggio 2019 | 9 giugno 2024  | Andrea Balestrieri | Fratelli d'Italia, Lega: Salvini Premier, Forza Italia         | Sindaco | [ 32 ] |
| 9 giugno 2024  | in carica      | Andrea Balestrieri | Lista civica Tutti per Gossolengo                              | Sindaco | [ 32 ] |

### Altre informazioni amministrative
A partire dal 2006, anno di costituzione dell'ente, e fino al suo scioglimento avvenuto alla fine del 2024, Gossolengo ha fatto parte dell'Unione Comuni Bassa Val Trebbia e Val Luretta, che comprendeva diversi comuni piacentini compresi tra la bassa val Trebbia, la val Luretta e la pianura Padana. Al 2020 i comuni che facevano parte dell'unione erano, oltre a Gossolengo, Calendasco, Gragnano Trebbiense, Rivergaro e Rottofreno.

## Sport
La principale squadra di calcio del comune è l'U.S.D Gossolengo Pittolo, rappresentante anche la frazione cittadina, che prosegue la tradizione sportiva dell'Unione Sportiva Gossolengo, fondata originariamente nel 1954, dopo la fusione con il Pittolo avvenuta nel 2018 che ha permesso ai gossolenghesi di conquistare la categoria in cui militava il Pittolo. Il sodalizio milita nel campionato 2023-2024 nel girone A provinciale di Seconda Categoria.
Nella frazione di Quarto, condivisa con il comune di Piacenza, è stato attivo fino alla stagione 2021-2022, al termine della quale ha rinunciato all'attività, il Lyons Quarto, militante nell'ultima stagione di attività in Terza Categoria. Il centro sportivo di Quarto ha ospitato nella stagione 2022-2023 un'altra società militante in Terza Categoria, l'Academy Moretti, sodalizio ritiratosi dopo una sola stagione.
La principale squadra rugbistica di Gossolengo è l'A.S.D Elephant Rugby Gossolengo, militante nella stagione 2020-2021 nel campionato di Serie C1.
La principale squadra di pallavolo di Gossolengo è il MioVolley Gossolengo, militante nella stagione 2023-2024 nel girone C di serie B1.